# Tensor de Killing
En matemáticas, un tensor de Killing o campo tensorial de Killing es una generalización de los vectores de Killing, para campos tensoriales simétricos en lugar de únicamente para campos vectoriales. Es un concepto propio de la geometría riemanniana y de las variedades seudoriemannianas, y se utiliza principalmente en la teoría de la relatividad general. Los tensores de Killing satisfacen una ecuación similar a la ecuación de Killing para los vectores de Killing. Al igual que los vectores Killing, cada tensor de Killing corresponde a una cantidad que se conserva a lo largo de las líneas geodésicas. Sin embargo, a diferencia de los vectores de Killing, que están asociados con las simetrías (isometrías) de una variedad, generalmente carecen de una interpretación geométrica tan directa. Llevan el nombre del matemático alemán Wilhelm Killing (1947-1923).

## Definición y propiedades
En la siguiente definición, los paréntesis alrededor de los índices tensoriales son una notación utilizada para visualizar las propiedades de simetría. Por ejemplo:
{\displaystyle T_{(\alpha \beta \gamma )}={\frac {1}{6}}(T_{\alpha \beta \gamma }+T_{\alpha \gamma \beta }+T_{\beta \alpha \gamma }+T_{\beta \gamma \alpha }+T_{\gamma \alpha \beta }+T_{\gamma \beta \alpha })}

### Definición
Un tensor de Killing es un campo tensorial {\displaystyle K} (de algún orden m) sobre una variedad seudoriemanniana que es simétrica (es decir, {\displaystyle K_{\beta _{1}\cdots \beta _{m}}=K_{(\beta _{1}\cdots \beta _{m})}}) y satisface que:
{\displaystyle \nabla _{(\alpha }K_{\beta _{1}\cdots \beta _{m})}=0}
Esta ecuación es una generalización de la ecuación de Killing para los vectores de Killing:
{\displaystyle \nabla _{(\alpha }K_{\beta )}={\frac {1}{2}}(\nabla _{\alpha }K_{\beta }+\nabla _{\beta }K_{\alpha })=0}

### Propiedades
Los vectores de Killing son un caso especial de los tensores de Killing. Otro ejemplo simple de un tensor de Killing es el propio tensor métrico. Una combinación lineal de tensores de Killing es un tensor de Killing. Un producto simétrico de tensores de Killing también es un tensor de Killing; es decir, si {\displaystyle S_{\alpha _{1}\cdots \alpha _{l}}} y {\displaystyle T_{\beta _{1}\cdots \beta _{m}}} son tensores Killing, entonces {\displaystyle S_{(\alpha _{1}\cdots \alpha _{l}}T_{\beta _{1}\cdots \beta _{m})}} también es un tensor de Killing.
Cada tensor de Killing corresponde a una constante de movimiento sobre una línea geodésica. Más específicamente, para cada geodésica con vector tangente {\displaystyle u^{\alpha }}, la cantidad {\displaystyle K_{\beta _{1}\cdots \beta _{m}}u^{\beta _{1}}\cdots u^{\beta _{m}}} es constante en la geodésica.

## Ejemplos
Dado que los tensores de Killing son una generalización de los vectores de Killing, los ejemplos dados también sirven de ejemplos para los tensores de Killing. Los siguientes ejemplos se centran en tensores de Killing que no se obtienen simplemente a partir de vectores de Killing.

### Métrica de FLRW
La métrica de Friedman-Lemaître-Robertson-Walker, ampliamente utilizada en cosmología, emplea vectores de Killing espaciales correspondientes a sus simetrías espaciales, en particular rotaciones alrededor de ejes arbitrarios y en el caso plano para las traslaciones de {\displaystyle k=1} en {\displaystyle x}, {\displaystyle y} y {\displaystyle z}. También tiene un tensor de Killing
{\displaystyle K_{\mu \nu }=a^{2}(g_{\mu \nu }+U_{\mu }U_{\nu })}
donde a es un factor de escala, {\displaystyle U^{\mu }=(1,0,0,0)} es el vector base de coordenadas t y se utiliza la convención de signatura métrica −+++.

### Métrica de Kerr
La métrica de Kerr, que describe un agujero negro en rotación, posee dos vectores de Killing independientes. Un vector de Killing corresponde al simetría de traslación del tiempo de la métrica y otro corresponde a la simetría axial alrededor del eje de rotación. Además, como demostraron Walker y Penrose (1970), existe un tensor de Killing no trivial de orden 2. La constante de movimiento correspondiente a este tensor de Killing se llama constante de Carter.

## Tensor de Killing-Yano
Un tensor antisimétrico de orden p, {\displaystyle f_{a_{1}a_{2}...a_{p}}}, es un tensor de Killing-Yano si satisface la ecuación
{\displaystyle \nabla _{b}f_{ca_{2}...a_{p}}+\nabla _{c}f_{ba_{2}...a_{p}}=0\,}.
Si bien es así mismo una generalización del vector de Killing, se diferencia del tensor de Killing habitual en que la derivada covariante solo se contrae con un índice de tensor.

## Tensor de Killing conforme
Los tensores de Killing conformes son una generalización de los tensores de Killing y del vector de Killing conforme. Un tensor de Killing conforme es un campo tensorial {\displaystyle K} (de algún orden m) que es simétrico y satisface
{\displaystyle \nabla _{(\alpha }K_{\beta _{1}\cdots \beta _{m})}=k_{(\beta _{1}\cdots \beta _{m-1}}g_{\beta _{m}\alpha )}}
para algún campo tensorial simétrico {\displaystyle k}. Esto generaliza la ecuación para los vectores de Killing conformes, que establece que
{\displaystyle \nabla _{\alpha }K_{\beta }+\nabla _{\beta }K_{\alpha }=\lambda g_{\alpha \beta }}
para algún campo escalar {\displaystyle \lambda }.
Cada tensor de Killing conforme corresponde a una constante de movimiento a lo largo de geodésicas nulas. Más específicamente, para cada geodésica nula con vector tangente {\displaystyle v^{\alpha }}, la cantidad {\displaystyle K_{\beta _{1}\cdots \beta _{m}}v^{\beta _{1}}\cdots v^{\beta _{m}}} es constante en la geodésica.
La propiedad de ser un tensor de Killing conforme se conserva bajo transformaciones conformes en el siguiente sentido. Si {\displaystyle K_{\beta _{1}\cdots \beta _{m}}} es un tensor de Killing conforme con respecto a una métrica {\displaystyle g_{\alpha \beta }}, entonces {\displaystyle {\tilde {K}}_{\beta _{1}\cdots \beta _{m}}=u^{m}K_{\beta _{1}\cdots \beta _{m}}} es un tensor de Killing conforme con respecto a la métrica {\displaystyle {\tilde {g}}_{\alpha \beta }=ug_{\alpha \beta }} conformemente equivalente, para todos los {\displaystyle u} con valores positivos.